# Kalipenggung
Kalipenggung is een bestuurslaag in het regentschap Lumajang van de provincie Oost-Java, Indonesië. Kalipenggung telt 8371 inwoners (volkstelling 2010).